# Martin Andersen Nexø
Martin Andersen Nexø (Copenhague, 26 de junho de 1869 – Dresden, 1 de junho de 1954) foi um escritor dinamarquês. Foi um dos autores do movimento Avanço Moderno na arte e na literatura dinamarquesas. Foi socialista durante toda a sua vida e, durante a Segunda Guerra Mundial, mudou-se para a União Soviética e, posteriormente, para Dresden, na Alemanha Oriental.

## Biografia
Martin Andersen Nexø nasceu em uma família numerosa (o quarto de onze filhos) em Christianshavn, na época um bairro pobre de Copenhague. Em 1877, sua família mudou-se para Nexø, em Bornholm, e ele adotou o nome dessa cidade como seu sobrenome. Tendo sido um trabalhador industrial, em Nexø ele frequentou uma escola secundária popular e, mais tarde, trabalhou como jornalista. Ele passou a metade da década de 1890 viajando pelo sul da Europa, e seu livro Soldage (1903) baseia-se em grande parte nessas viagens. Como muitos de seus contemporâneos literários, inclusive Johannes Vilhelm Jensen, Nexø foi, a princípio, muito influenciado pelo pessimismo do fin-de-siècle, mas gradualmente adotou uma visão mais extrovertida, filiando-se ao movimento social-democrata e, mais tarde, ao Partido Comunista da Dinamarca; seus últimos livros refletem seu apoio político à União Soviética.
Pelle Erobreren, publicado em quatro volumes de 1906 a 1910, é sua obra mais conhecida e a mais traduzida. Sua primeira seção foi tema do filme da DDR-FS Pelle der Eroberer em 1986 e do filme Pelle, o Conquistador em 1987. Ditte Menneskebarn, escrito de 1917 a 1921, elogia a mulher trabalhadora por seu auto-sacrifício; uma versão cinematográfica homônima dinamarquesa da primeira parte do livro foi lançada em 1946. O muito debatido Midt i en Jærntid, escrito em 1929, satiriza os fazendeiros dinamarqueses da Primeira Guerra Mundial. Em seus últimos anos, de 1944 a 1956, Nexø escreveu, mas não concluiu, uma trilogia composta pelos livros Morten hin Røde, Den fortabte generation e Jeanette. Esse livro era ostensivamente uma continuação de Pelle Erobreren, mas também uma autobiografia mascarada.
Em 1941, durante a ocupação da Dinamarca pela Alemanha, a polícia dinamarquesa prendeu Nexø devido à sua filiação comunista. Ao ser libertado, viajou para a neutra Suécia e depois para a União Soviética, onde fez transmissões para a Dinamarca e a Noruega ocupadas pelos nazistas. Após a Segunda Guerra Mundial, Nexø mudou-se para Dresden, na Alemanha Oriental, onde se tornou um cidadão honorário. A escola de ensino médio Martin-Andersen-Nexø-Gymnasium, em Dresden, foi batizada em sua homenagem. Sua reputação internacional como um dos maiores escritores sociais europeus cresceu, especialmente, mas não exclusivamente, nos países socialistas.
Nexø morreu em Dresden em 1954 e foi enterrado no Assistens Kirkegård, no bairro de Nørrebro, em Copenhague. Um planeta menor, 3535 Ditte, descoberto pelo astrônomo soviético Nikolai Stepanovich Chernykh em 1979, recebeu o nome da personagem principal de seu romance Ditte Menneskebarn. A casa de Martin Andersen Nexø em Nexø tornou-se um museu em sua memória.

## Honras e prêmios
Em 1949, Nexø recebeu um doutorado honorário da Faculdade de Artes da Universidade de Greifswald.

## Obras

### Romances
- Skygger, 1898
- Det bødes der for, 1899
- En Moder, 1900
- Familien Franck, 1901
- Dryss, 1902
- Pelle Erobreren, 1906–10
- Ditte Menneskebarn, 1917–21
- Midt i en Jærntid, 1929
- Et Lille Kræ, 1932
- Morten hin Røde, 1945
- Den fortabte Generation, 1948
- Jeanette, 1957 (ufærdig)

### Contos
- En lønningsdag, 1900
- Tyvetøs, 1901
- Kærlighedsbarnet, 1907
- Idioten!, 1909
- Den evige jøde, 1913
- Ulven og fårene, 1915
- Gårdsangeren, 1916
- Livsslaven, 1918
- Dybhavsfisken, 1918
- Dukken, 1918
- Murene, 1918
- Gulduret, 1918
- En Strandvasker, 1918
- Bølgen den blaa, 1918
- Når nøden er størst, 1926